# Leptataspis palawana
Leptataspis palawana är en insektsart som beskrevs av Schmidt 1911. Leptataspis palawana ingår i släktet Leptataspis och familjen spottstritar. Inga underarter finns listade i Catalogue of Life.